# Thacia
Ne doit pas être confondu avec Thracia.
Thacia est une cité de l'Afrique romaine qui était située sur la route reliant Sicca Veneria à Dougga, dans le nord-ouest de l'actuelle Tunisie.
En 545, les Byzantins sont battus à Thacia par les rebelles Antalas et Stotzas,.
L'historien français René Cagnat identifie à la fin du XIXe siècle Thacia avec le village de Bordj Messaoudi, qui était à l'époque un fondouk mentionné par l'archéologue français Victor Guérin : « Le seul monument [romain] encore en partie debout est un mausolée appelé par les Arabes Hanout-el-Hadjem, dénomination donnée en Tunisie par les indigènes a plusieurs constructions de ce genre. Ce mausolée forme un rectangle de cinq mètres trente-trois centimètres de long sur quatre mètres soixante-seize centimètres de large ».